# Edna Healey
Edna May Healey, geb. Edna May Edmunds, (14 juni 1918 – 21 juli 2010) was een Brits schrijfster, docente en documentairemaakster. Zij was gehuwd met politicus Denis Healey.
Tijdens haar studies Engels aan het "St Hugh's College" in Oxford, leerde zij Denis Healey kennen. Zij studeerde voor lerares en trouwde met Healey in 1945 - na zijn militaire dienst tijdens de Tweede Wereldoorlog. Alhoewel zij pas laat met schrijven begon, werden haar boeken door de kritiek gunstig ontvangen en een aantal van werken werden best-sellers. Zij schreef non-fictie, veelal biografieën van succesrijke vrouwen in belangrijke posities. Zij maakte ook twee bekroonde televisiedocumentaires.

## Boeken
- Lady Unknown, the Life of Angela Burdett-Coutts, 1st Baroness Burdett-Coutts (1978)
- Wives of Fame (1986) (over Mary Livingstone, Jenny Marx en Emma Darwin)
- Coutts and Co (1992)
- The Queen's House: A History of Buckingham Palace (1997)
- Emma Darwin (2001)
- Part of the Pattern (2006) (memoires van Lady Healey)

## Documentaries
- Mrs Livingstone, I Presume (1982)
- One More River, the Life of Mary Slessor in Nigeria (1984)